# Conde de Peniche

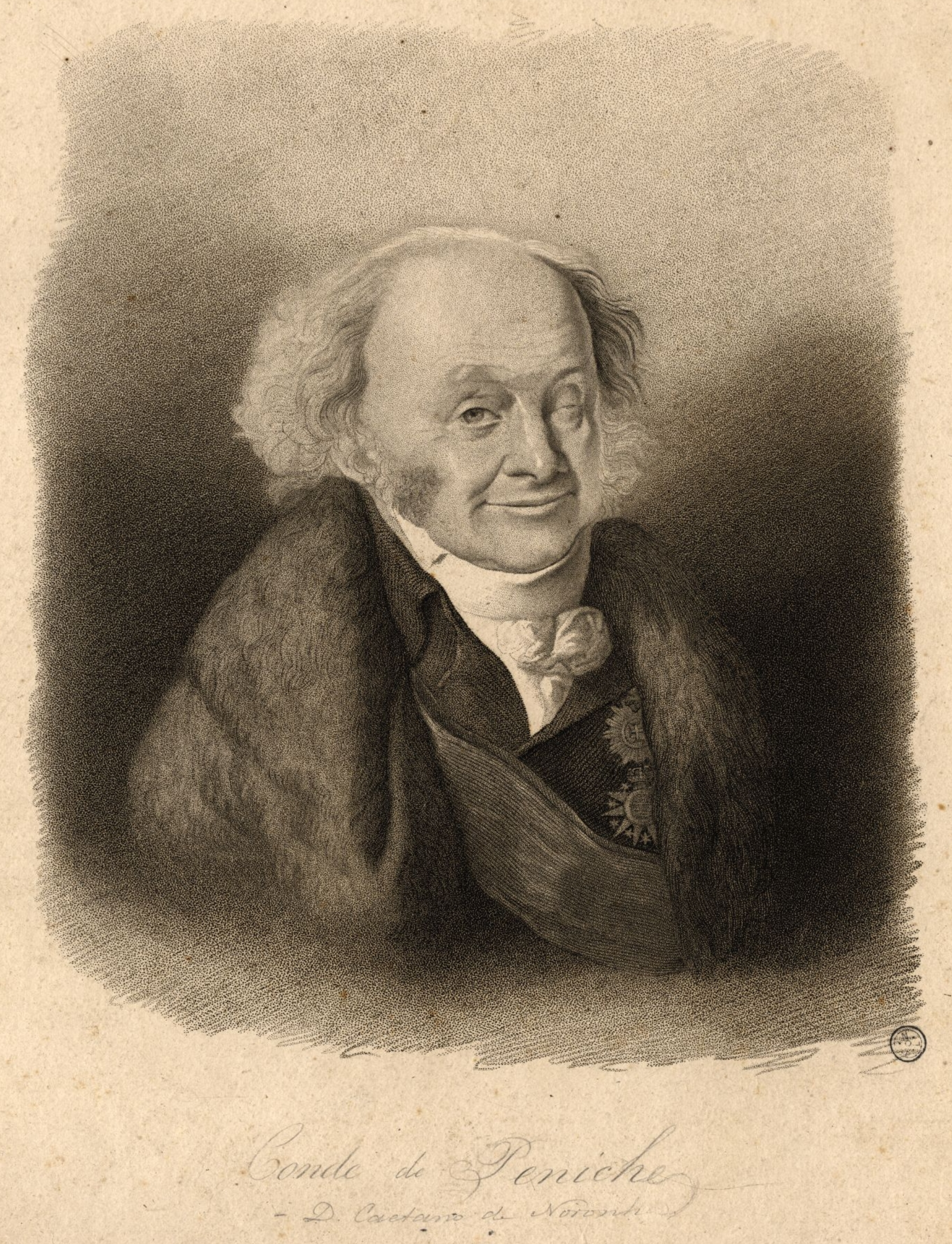

O primeiro titular do título de Conde de Peniche foi D. Caetano José de Noronha e Albuquerque (29 de Agosto de 1753 — 16 de Setembro de 1829). O título foi-lhe atribuído por carta de 6 de Dezembro de 1806, pelo príncipe-regente D.João.
Foi governador e capitão-mor do Algarve, tendo desempenhado diversos cargos na Casa Real, sendo o de maior destaque o de chanceler das casas da rainha e do infantado.
Recebeu a Grã-Cruz da Ordem de Cristo e de Nossa Senhora da Conceição de Vila Viçosa.
Usaram o título
1. D. Caetano José de Noronha e Albuquerque;
2. D. Manuel Lourenço de Almeida e Noronha (1788 - 1824);
3. D. Caetano Gaspar de Almeida Noronha Portugal Camões Albuquerque Moniz e Sousa (1820 - 1881);
4. D. Maria Antónia de Almeida e Noronha.

Após a implementação da República e o fim do sistema nobiliárquico, tornou-se pretendente ao título D. Manuel de Almeida e Noronha de Azevedo Coutinho.